# Harvey Cox

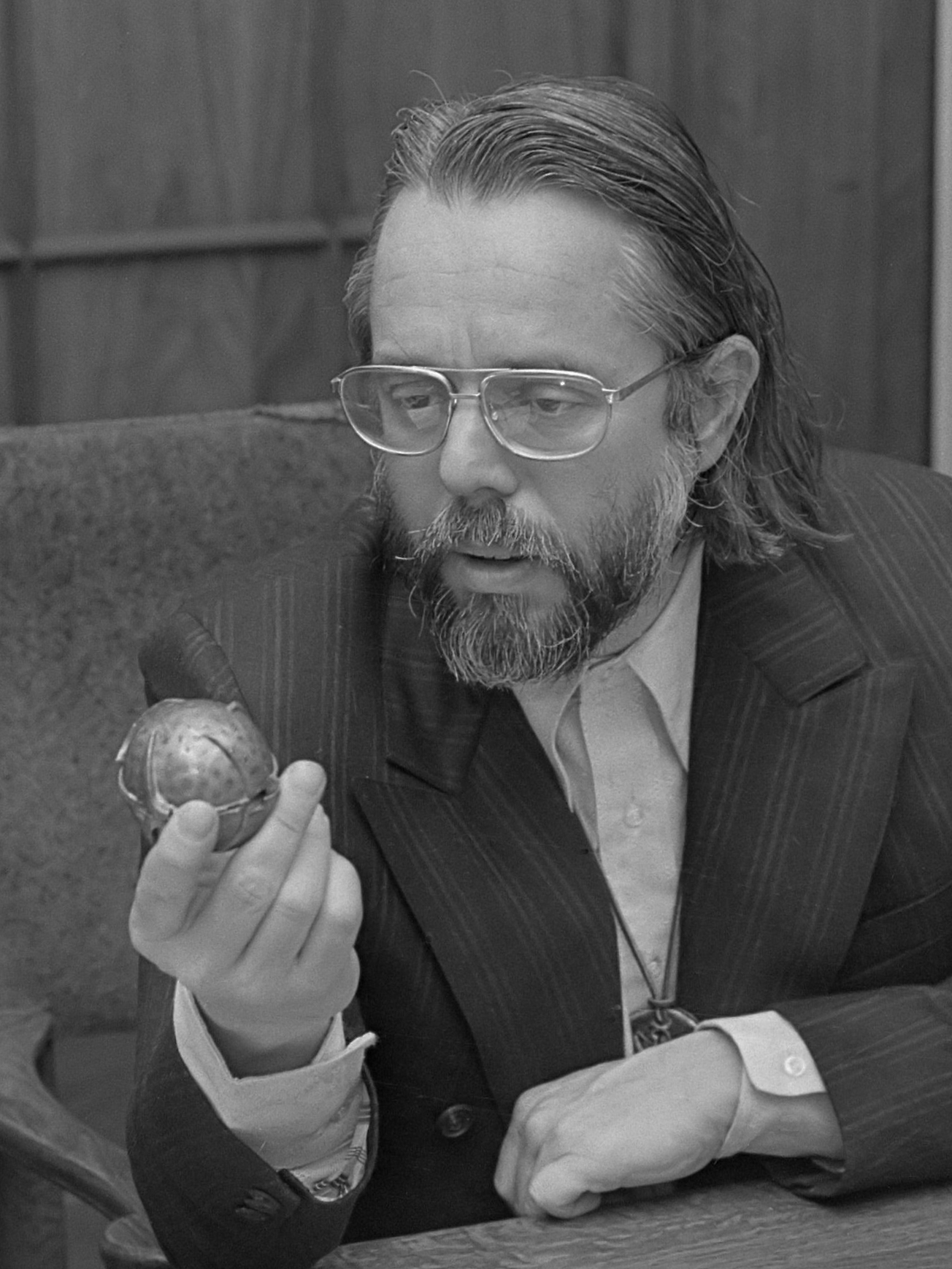
Harvey Cox examinanado una granada de mano Honeywell (1973).

Harvey Gallagher Cox, Jr. (nacido 19 de mayo de 1929 en Malvern, Pensilvania) es uno de los teólogos preeminentes de Estados Unidos y ha sido el Profesor Hollis de Divinidad en la Harvard Divinity School, hasta su jubilación en octubre del 2009. Las investigaciones y enseñanzas de Cox se enfocan en los desarrollos teológicos en el mundo cristiano, incluida la teología de la liberación y el rol de la cristiandad en América Latina. 

## Biografía
Luego de un breve paso por la Marina Mercante de Estados Unidos, Cox concurrió a la Universidad de Pensilvania y obtuvo su BA con honores en historia. Luego en 1955 obtuvo su B.D. (Bachillerato en Divinidad) en la Yale Divinity School, y en 1963 su Ph.D. en historia y filosofía de la religión de la Universidad de Harvard in 1963.
En 1957, Cox fue ordenado ministro de la iglesia Bautista Norteamericana, y comenzó a enseñar como profesor asistente en la Escuela Teológica Andover Newton en Massachusetts. Luego en 1965 impartió clases en la Escuela de Divinidad de Harvard en 1965 y en 1969 se convirtió en profesor.
Cox alcanzó notoriedad al publicar en 1965 la obra La Ciudad Secular. Sorprendentemente para ser un libro sobre teología el mismo alcanzó gran popularidad y fue muy influyente, se vendieron más de un millón de copias. Cox desarrolló la tesis que la iglesia es en esencia un conjunto de personas con fe y compulsión a la acción, en vez de ser una institución. Cox sostuvo que "Dios esta tan presente en los aspectos seculares de la vida como lo esta en los aspectos religiosos". Lejos de ser una comunidad religiosa protectora, la iglesia debe estar encabezando los cambios en la sociedad, celebrar nuevas formas de religiosidad es expresarse en el mundo. Algunos consideraron que frases tales como "el conservadurismo intrínseco previene que las iglesias de denominación dejen sus palacios y den un paso hacia la revolución permanente de Dios en la historia" (p. 206) amenazaban el status quo, o eran entendidas como abrazando la revolución social de la década de 1960. 
En la obra Partiendo las Aguas de Taylor Branch, Branch comenta que Cox organizó una cena en la cual Martin Luther King, Jr. fue presentado a personas que luego se convertirían en sus colegas más próximos y asesores en el ámbito de la lucha por los derechos civiles.
Cox se retira en septiembre del 2009. Publica su nueva obra, El Futuro de la Fe en forma coincidente con su retiro. El Futuro de la Fe explora a tres importantes tendencias del cristianismo. Cox considera a los primeros tres siglos de la religión como la Era de la Fe, cuando los seguidores adoptaban simplemente las enseñanzas de Jesús. Luego fue el tiempo de la Era de la Creencia, en la cual los líderes de la iglesia fue tomando control y definió límites aceptables de doctrina y ortodoxia. Pero en los últimos 50 años, Cox sostiene, se ha visto el desarrollo de la Era del Espíritu, en la cual los cristianos han comenzado a ignorar el dogma y abrazan la espiritualidad, mientras encuentran puntos comunes con otras religiones.

## Obras
- The Secular City: Secularization and Urbanization in Theological Perspective (1965), Collier Books, 25th anniversary edition 1990: ISBN 0-02-031155-9
- God's Revolution and Man's Responsibilities (1966) no ISBN issued
- On Not Leaving It to the Snake (1967), Macmillan, S.C.M. Press 3rd edition 1968: ISBN 978-0-334-01169-9
- The Feast of Fools: A Theological Essay on Festivity and Fantasy (1969), Harvard University Press, ISBN 0-674-29525-0, Harper & Row 1970 paperback: ISBN 0-06-080272-3, HarperCollins 2000 paperback: ISBN 0-06-090212-4
- The Seduction of the Spirit: The Use and Misuse of People's Religion (1973), Touchstone edition 1985: ISBN 0-671-21728-3
- Turning East: Why Americans Look to the Orient for Spirituality-And What That Search Can Mean to the West (1978), Simon & Schuster, ISBN 0-671-24405-1
- Religion in the Secular City: Toward a Postmodern Theology, (1985), Simon & Schuster, ISBN 0-671-52805-X
- Many Mansions: A Christian's Encounter with Other Faiths (1988), Beacon Press reprint 1992: ISBN 0-8070-1213-0
- The Silencing of Leonardo Boff: The Vatican and the Future of World Christianity, (1988) ISBN 0-940989-35-2
- Fire from Heaven: The Rise of Pentecostal Spirituality and the Re-shaping of Religion in the 21st Century, (1994), Decapo Press reprint 2001: ISBN 0-306-81049-2
- Religion in a Secular City: Essays in Honor of Harvey Cox, Harvey Cox, Arvind Sharma editors, (2001), Trinity Press, ISBN 1-56338-337-3
- Common Prayers: Faith, Family, and a Christian's Journey Through the Jewish Year, (2002), Mariner Books, ISBN 0-618-25733-0 (paperback)
- When Jesus Came to Harvard: Making Moral Choices Today, (2004), Houghton Mifflin, ISBN 0-618-06744-2 (hardcover)
- The Future of Faith, (2009), HarperOne, ISBN 0-06-175552-4 (hardcover)
- How to Read the Bible, (2015) HarperOne, ISBN 978-0-06-234315-4 (hardcover)